# Sandrine Colombo
Pour les articles homonymes, voir Colombo (homonymie).
Sandrine Colombo est une journaliste française travaillant à France Ô et à France 3, où elle présente du lundi au vendredi, à 11h50, l'édition de l'Outre-Mer.

## Biographie
D'ascendance antillaise et italienne, elle vit à Paris, mais séjourne plusieurs semaines par an en Martinique et en Guadeloupe.
Dans les années 1990, elle participe au colloque international francophone du canton de Payrac et du pays de Quercy, annuel, fondé par Edmond Jouve en 1991,,,. 
Elle présente depuis le 24 juin 2007 l'émission matinale du dimanche Sagesses bouddhistes sur France 2, en alternance avec Aurélie Godefroy.

## Publications
- La route des rhums, avec les photographies de Sophie Hayot, Matoury (Guyane) : Ibis rouge éditions, 2002,  (ISBN 978-2-84450-174-5)[8].